# 琪亞拉·法拉格尼
琪亞拉·法拉尼（Chiara Ferragni，1987年5月7日—）是一位意大利籍時尚博主、模特兒及時尚設計師。她在2009年10月份開通了自己的時尚部落客，部落格名為The Blonde Salad。琪亞拉是意大利博科尼大学的法律系學生。她在部落客上主要分享寫自己的穿衣心得和搭配技巧，每篇博文都用英語和意大利語兩種語言寫成。短短幾年，The Blonde Salad每天都有十萬左右的流量。